# .sys
.sys je datotečna končnica, ki je uporabljena v operacijskih sistemih Microsoft Windows in DOS. Pogosto vsebuje sistemske konfiguracijske datoteke za pogon in trdi disk.

## Lokacija
Zlasti v operacijskem sistemu Windows Vista in njegovih naslednikih se datoteke .sys večinoma nahajajo pod naslednjimi potmi: 
C:\Windows\system32\drivers
C:\Windows\WinSxS